# Grom Warszawa
Grom Warszawa – warszawska męska drużyna lacrosse założona w maju 2008 r. przez Karola Dubrawskiego i Piotra Stalmacha, jako trzecia drużyna w Polsce. Jeden z zespołów współzakładających Polską Ligę Lacrosse, obecnie nosi tytuł wicemistrza Polski. Należy do PFL - Polskiej Federacji Lacrosse .

## Nazwa drużyny
Nazwa drużyny Grom nawiązuje do elitarnej jednostki wojskowej GROM ze względu na tradycję nadawania nazw drużyn związanych z formacjami wojskowymi panującą w polskim lacrosse (nazwy dwóch wcześniej założonych drużyn to Poznań Hussars i Kosynierzy Wrocław oraz obecnie jednak nieistniejąca już Dragoni Szczecin).

## Skład

GROM Warszawa

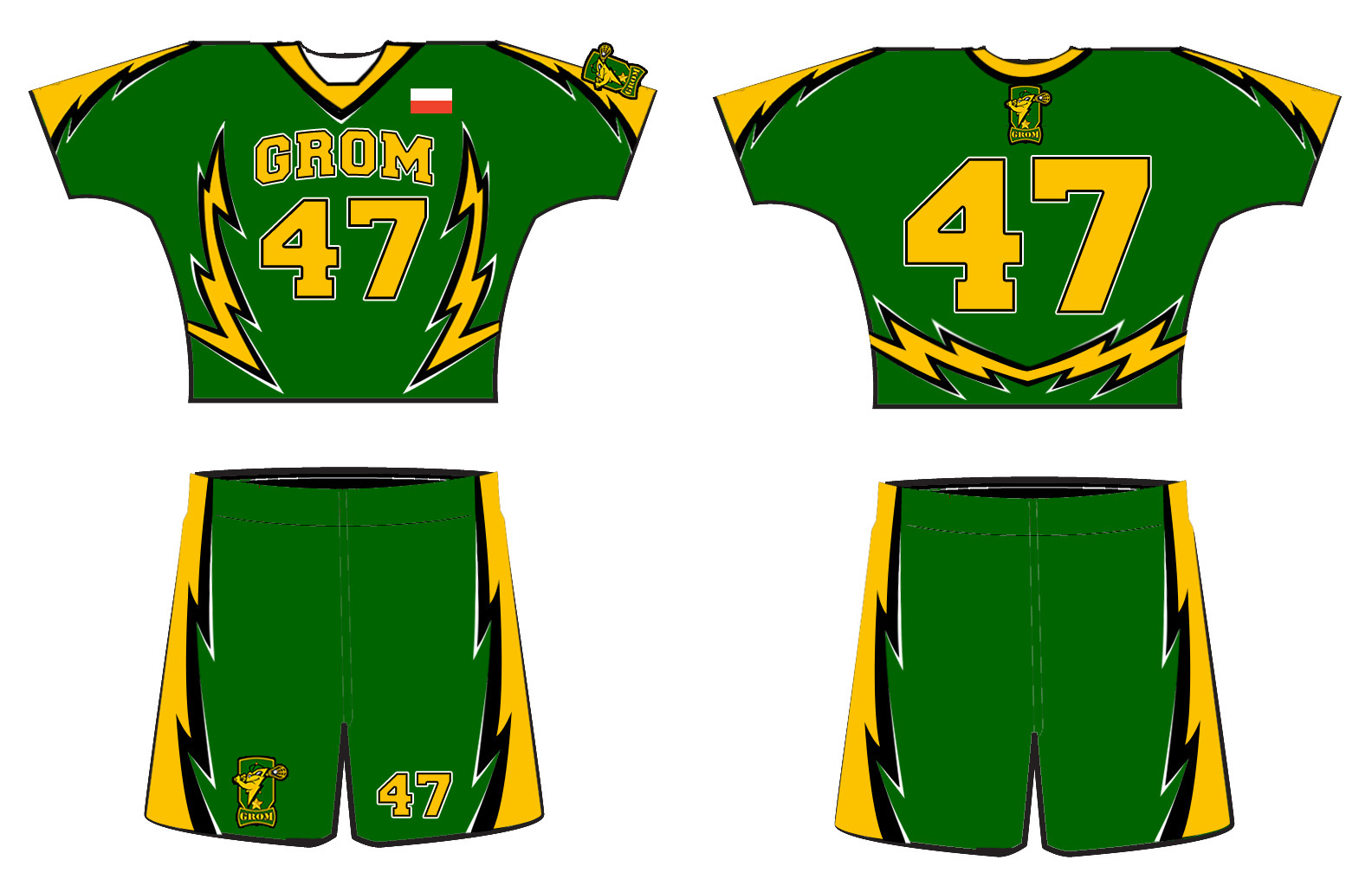
Autor: Remi Majda

Obecnie w składzie Gromu Warszawa gra 26 osób w tym dwóch Amerykanów. Kapitanem zespołu jest Karol Joachim Pernal, będący także jednym z trenerów.
| Nr         |                   | Gracz                |           |           |
| Bramkarze  | Bramkarze         | Bramkarze            | Bramkarze | Bramkarze |
| ---------- | ----------------- | -------------------- | --------- | --------- |
| 31         | Polska            | Kacper Chmielewski   |           |           |
| 69         | Polska            | Paweł Trela          |           |           |
| Obrońcy    |                   |                      |           |           |
| 5          | Polska            | Dominik Donasewicz   |           |           |
| 10         | Polska            | Marcin Tracz         |           |           |
| 16         | Niemcy            | Richard Lotti        |           |           |
| 18         | Polska            | Bartek Paszkowski    |           |           |
| 49         | Polska            | Jakub Jankowski      |           |           |
| 77         | Polska            | Artur Szcześniak     |           |           |
| 79         | Polska            | Piotr Kordowski      |           |           |
| 99         | Polska            | Paweł Kosewski       |           |           |
| 24         | Polska            | Tomasz Maj           |           |           |
| 74         | Polska            | Marcin Susmanek      |           |           |
| Pomocnicy  |                   |                      |           |           |
| 12         | Polska            | Łukasz Jasiński      |           |           |
| 3          | Polska            | Krzysztof Mróz       |           |           |
| 13         | Polska            | Mateusz Samsel       |           |           |
| 16         | Polska            | Nikolas Copeland     |           |           |
| 17         | Polska            | Marcin Ojrzyński     |           |           |
| 20         | Polska            | Robert Sędzik        |           |           |
| 21         | Polska            | Dominik Szymoniak    |           |           |
| 22         | Polska            | Marcin Kopacz        |           |           |
| 23         | Polska            | Karol Joachim Pernal |           |           |
| 32         | Polska            | Jakub Kozera         |           |           |
| 34         | Polska            | Artur Sulej          |           |           |
| 44         | Polska            | Damian Antosiak      |           |           |
| 52         | Polska            | Jakub Lipczik        |           |           |
| 53         | Polska            | Tomasz Stasiukiewicz |           |           |
| 4          | Polska            | Adrian Bogucki       |           |           |
| 86         | Polska            | Adam Olszanka        |           |           |
| 88         | Polska            | Maciek Kawka         |           |           |
| 95         | Polska            | Łukasz Kielczyk      |           |           |
| Napastnicy |                   |                      |           |           |
| 2          | Polska            | Michał Stor          |           |           |
| 6          | Polska            | Karol Dubrawski      |           |           |
| 7          | Polska            | Remigiusz Majda      |           |           |
| 8          | Stany Zjednoczone | Andrew McCaleb       |           |           |
| 9          | Polska            | Gaweł Sypniewski     |           |           |
| 11         | Stany Zjednoczone | Glen Gregory         |           |           |
| 65         | Polska            | Antoni Gałązka       |           |           |
| 00         | Polska            | Piotr Stalmach       |           |           |

## Osiągnięcia
- Mistrz Polski w sezonie 2013/2014
- Wicemistrzostwo Polski w sezonie 2012/2013

- Trzecie miejsce w sezonie 2011/2012
- Trzecie miejsce w sezonie 2010/2011

## Mecze
Swój pierwszy mecz Grom Warszawa rozegrał 28 marca 2009 roku w Warszawie podczas I Ogólnopolskiego Turnieju Lacrosse przeciwko Poznań Hussars przegrywając go 2:6.
Grom Warszawa brał udział we wszystkich turniejach rozgrywanych dotąd w Polsce: I Polski Turniej Lacrosse, Poznań OPEN 2009, Turniej w Poznaniu 2009, Turniej ligowy Poznań 2010, Poznań OPEN 2010 oraz Silesia Cup 2010. Mecze rozgrywali z drużynami z Polski, a także z zagranicy.